# Anastassija Platonowna Sujewa
Anastassija Platonowna Sujewa (russisch Анастасия Платоновна Зуева; * 5. Dezemberjul. / 17. Dezember 1896greg. in Spasskoje, Gouvernement Tula; † 23. März 1986 in Moskau) war eine russische bzw. sowjetische Theater- und Filmschauspielerin.

## Leben
Sujewa spielte seit 1916 am Moskauer Künstlertheater (MChT; dem späteren Moskauer Akademischen Künstlertheater MChAT) unter Konstantin Stanislawski, seit 1924 gehörte sie zum Ensemble der Hauptbühne. Schon damals war sie auf die Rolle der einfachen russischen Mutter oder Großmutter festgelegt; so als Matrona Pawlowa in der Bühnenadaption von Tolstois Auferstehung. Seit 1932 war sie auch in Filmen zu sehen; unter anderem spielte sie tragende Rollen in Werken von Wassili Schukschin und Leonid Trauberg.
Einem jüngeren Publikum wurde sie durch ihre wiederkehrende Rolle als erzählendes Großmütterchen in den späten Märchenfilmen Alexander Rous (Väterchen Frost, 1964; Feuer, Wasser und Posaunen, 1968; Die schöne Warwara, 1969; Der Hirsch mit dem goldenen Geweih, 1971) bekannt.
1952 erhielt Sujewa den Staatspreis der UdSSR, 1957 die Auszeichnung Volkskünstler der UdSSR.

## Filmografie
- 1932: Просперити – Regie: Juri Scheljabuschski
- 1940: Пятый океан – Regie: Isidor Annenski
- 1940: Der helle Weg (Светлый путь) – Regie: Grigori Alexandrow
- 1941: Боевой киносборник № 6 [Segment: Пир в Жирмунке] – Regie: Wsewolod Pudowkin & Michail Doller
- 1944: Родные поля – Regie: Boris Babotschkin & Anatoli Bossulajew
- 1944: Юбилей – Regie: Wladimir Petrow
- 1946: Der Weg zum K.O. (Первая перчатка) – Regie: Andrei Frolow
- 1950: Die Kumpels von Donbass (Донецкие шахтёры) – Regie: Leonid Lukow
- 1951: Спортивная честь – Regie: Wladimir Petrow
- 1952: Der Revisor (Ревизор) – Regie: Wladimir Petrow
- 1955: Васёк Трубачёв и его товарищи – Regie: Ilja Fres & Eduard Botscharow
- 1956: Akte 306 (Дело № 306) – Regie: Anatoli Rybakow
- 1958: Жених с того света – Regie: Leonid Gaidai
- 1960: Die toten Seelen (Мёртвые души) – Regie: Leonid Trauberg
- 1960: Русский сувенир – Regie: Grigori Alexandrow
- 1960/62: Auferstehung (Воскресение) – Regie: Michail Schweizer
- 1964: Von einem, der auszog, die Liebe zu finden (Живёт такой парень) – Regie: Wassili Schukschin
- 1964: Abenteuer im Zauberwald (Морозко) – Regie: Alexander Rou
- 1965: Одиночество – Regie: Wsewolod Woronin
- 1968: Feuer, Wasser und Posaunen (Огонь, вода и… медные трубы) – Regie: Alexander Rou
- 1970: Die schöne Warwara (Варвара-Краса, длинная коса) – Regie: Alexander Rou
- 1970: Цветы запоздалые (TV) – Regie: Abram Room
- 1973: Der Hirsch mit dem goldenen Geweih (Золотые рога) – Regie: Alexander Rou
- 1982: Abenteuer mit der Tarnkappe (Там, на неведомых дорожках…) – Regie: Michail Jusowski